# Handball-Weltmeisterschaft der Frauen 1973
Die 5. Handball-Weltmeisterschaft der Frauen wurde vom 8. bis 15. Dezember 1973 in Jugoslawien ausgetragen. Insgesamt traten zwölf Mannschaften an. Gastgeberin Jugoslawien sicherte sich durch einen 16:11-Sieg gegen Rumänien den Titel und wurde zum ersten und einzigen Mal Weltmeisterin.

## Qualifikation
|             | Gesamt |                  | Hinspiel | Rückspiel |
| ----------- | ------ | ---------------- | -------- | --------- |
| Dänemark    | 23:14  | Österreich       | 15:9     | 8:5       |
| Polen       | 27:19  | Niederlande      | 16:9     | 11:10     |
| Sowjetunion | 29:17  | Bulgarien        | 17:7     | 12:19     |
| Schweden    | 23:39  | Tschechoslowakei | 15:20    | 8:19      |

Norwegen gewann kampflos gegen Frankreich. 
Weitere Qualifikationen fanden in Afrika und Asien statt. Japan besiegte Südkorea. Guinea gewann gegen die Elfenbeinküste. Guinea verzichtete später auf den WM-Start und wurde durch die Niederlande ersetzt.

## Spielplan

### Vorrunde
In der Vorrunde traten die zwölf Teilnehmer in vier Gruppen mit je drei Mannschaften gegeneinander an. Die beiden jeweils besten Teams jeder Gruppe qualifizierten sich für die Hauptrunde. Die Gruppenletzten traten in einer Platzierungsrunde um die Plätze 9 bis 12 gegeneinander an.

#### Gruppe A
| Pl. | Land             | Sp. | S | U | N | Tore    | Diff. | Punkte |
| --- | ---------------- | --- | - | - | - | ------- | ----- | ------ |
| 1.  | Ungarn           | 2   | 2 | 0 | 0 | 030:140 | +16   | 4      |
| 2.  | Tschechoslowakei | 2   | 1 | 0 | 1 | 023:210 | +2    | 2      |
| 3.  | BR Deutschland   | 2   | 0 | 0 | 2 | 016:340 | −18   | 0      |

| Datum         | Team 1           |   | Team 2           | Resultat   |
| ------------- | ---------------- | - | ---------------- | ---------- |
| 8. Dez. 1973  | Ungarn           | – | Tschechoslowakei | 12:7 (8:1) |
| 9. Dez. 1973  | Tschechoslowakei | – | BR Deutschland   | 16:9 (8:3) |
| 10. Dez. 1973 | Ungarn           | – | BR Deutschland   | 18:7 (7:3) |

#### Gruppe B
| Pl. | Land     | Sp. | S | U | N | Tore    | Diff. | Punkte |
| --- | -------- | --- | - | - | - | ------- | ----- | ------ |
| 1.  | Rumänien | 2   | 2 | 0 | 0 | 034:170 | +17   | 4      |
| 2.  | Norwegen | 2   | 1 | 0 | 1 | 021:190 | +2    | 2      |
| 3.  | Japan    | 2   | 0 | 0 | 2 | 021:400 | −19   | 0      |

| Datum         | Team 1   |   | Team 2   | Resultat     |
| ------------- | -------- | - | -------- | ------------ |
| 8. Dez. 1973  | Rumänien | – | Japan    | 24:12 (10:4) |
| 9. Dez. 1973  | Norwegen | – | Japan    | 16:9 (8:4)   |
| 10. Dez. 1973 | Rumänien | – | Norwegen | 10:5 (6:2)   |

#### Gruppe C
| Pl. | Land        | Sp. | S | U | N | Tore    | Diff. | Punkte |
| --- | ----------- | --- | - | - | - | ------- | ----- | ------ |
| 1.  | Sowjetunion | 2   | 2 | 0 | 0 | 015:100 | +5    | 4      |
| 2.  | Polen       | 2   | 0 | 1 | 1 | 017:190 | −2    | 1      |
| 3.  | DDR         | 2   | 0 | 1 | 1 | 015:180 | −3    | 1      |

| Datum         | Team 1      |   | Team 2 | Resultat    |
| ------------- | ----------- | - | ------ | ----------- |
| 8. Dez. 1973  | Sowjetunion | – | DDR    | 7:4 (4:1))  |
| 9. Dez. 1973  | Sowjetunion | – | Polen  | 8:6 (4:3)   |
| 10. Dez. 1973 | Polen       | – | DDR    | 11:11 (5:4) |

#### Gruppe D
| Pl. | Land        | Sp. | S | U | N | Tore    | Diff. | Punkte |
| --- | ----------- | --- | - | - | - | ------- | ----- | ------ |
| 1.  | Jugoslawien | 2   | 2 | 0 | 0 | 031:140 | +17   | 4      |
| 2.  | Dänemark    | 2   | 1 | 0 | 1 | 023:150 | +8    | 2      |
| 3.  | Niederlande | 2   | 0 | 0 | 2 | 08:330  | −25   | 0      |

| Datum         | Team 1      |   | Team 2      | Resultat    |
| ------------- | ----------- | - | ----------- | ----------- |
| 8. Dez. 1973  | Jugoslawien | – | Niederlande | 20:4 (9:2)  |
| 9. Dez. 1973  | Dänemark    | – | Niederlande | 13:4 (6:3)  |
| 10. Dez. 1973 | Jugoslawien | – | Dänemark    | 11:10 (4:7) |

### Hauptrunde
Es wurden 2 Gruppen à 4 Mannschaften gebildet, wobei die zwei bestplatzierten Mannschaften der Vorrundengruppen A und B der Gruppe E, die zwei bestplatzierten Mannschaften der Vorrundengruppen C und D der Gruppe F zugeordnet wurden. Die Ergebnisse der Mannschaften gegen die Mannschaften, die aus der eigenen Vorrunden-Gruppe mit in die Hauptrunde einziehen, wurden mitgenommen.

#### Gruppe E
| Pl. | Land             | Sp. | S | U | N | Tore    | Diff. | Punkte |
| --- | ---------------- | --- | - | - | - | ------- | ----- | ------ |
| 1.  | Rumänien         | 3   | 3 | 0 | 0 | 032:240 | +8    | 6      |
| 2.  | Ungarn           | 3   | 2 | 0 | 1 | 037:220 | +15   | 4      |
| 3.  | Tschechoslowakei | 3   | 1 | 0 | 2 | 027:300 | −3    | 2      |
| 4.  | Norwegen         | 3   | 0 | 0 | 3 | 016:360 | −20   | 0      |

| Datum         | Team 1           |   | Team 2           | Resultat    |
| ------------- | ---------------- | - | ---------------- | ----------- |
| 12. Dez. 1973 | Ungarn           | – | Norwegen         | 14:3 (7:1)  |
| 12. Dez. 1973 | Rumänien         | – | Tschechoslowakei | 10:8 (5:4)  |
| 13. Dez. 1973 | Tschechoslowakei | – | Norwegen         | 12:8 (5:5)  |
| 13. Dez. 1973 | Rumänien         | – | Ungarn           | 12:11 (5:7) |

#### Gruppe F
| Pl. | Land        | Sp. | S | U | N | Tore    | Diff. | Punkte |
| --- | ----------- | --- | - | - | - | ------- | ----- | ------ |
| 1.  | Jugoslawien | 3   | 2 | 0 | 1 | 026:240 | +2    | 4      |
| 2.  | Sowjetunion | 3   | 1 | 1 | 1 | 023:230 | ±0    | 3      |
| 3.  | Polen       | 3   | 1 | 1 | 1 | 027:280 | −1    | 3      |
| 4.  | Dänemark    | 3   | 0 | 2 | 1 | 032:330 | −1    | 2      |

| Datum         | Team 1      |   | Team 2      | Resultat    |
| ------------- | ----------- | - | ----------- | ----------- |
| 12. Dez. 1973 | Sowjetunion | – | Dänemark    | 10:10 (3:5) |
| 12. Dez. 1973 | Polen       | – | Jugoslawien | 9:8 (5:4)   |
| 13. Dez. 1973 | Polen       | – | Dänemark    | 12:12 (7:7) |
| 13. Dez. 1973 | Jugoslawien | – | Sowjetunion | 7:5 (4:3)   |

### Trostrunde (Plätze 9–12)
Die Gruppenletzten aus der Vorrunde traten in einer Platzierungsrunde um die Plätze 9 bis 12 gegeneinander an.
| Pl. | Land           | Sp. | S | U | N | Tore    | Diff. | Punkte |
| --- | -------------- | --- | - | - | - | ------- | ----- | ------ |
| 9.  | DDR            | 3   | 3 | 0 | 0 | 046:260 | +20   | 6      |
| 10. | Japan          | 3   | 2 | 0 | 1 | 040:380 | +2    | 4      |
| 11. | BR Deutschland | 3   | 1 | 0 | 2 | 033:320 | +1    | 2      |
| 12. | Niederlande    | 3   | 0 | 0 | 3 | 025:480 | −23   | 0      |

| Datum         | Team 1         |   | Team 2         | Resultat     |
| ------------- | -------------- | - | -------------- | ------------ |
| 12. Dez. 1973 | Japan          | – | Niederlande    | 15:11 (9:3)  |
| 12. Dez. 1973 | DDR            | – | BR Deutschland | 14:5 (8:2)   |
| 13. Dez. 1973 | DDR            | – | Japan          | 17:12 (10:4) |
| 13. Dez. 1973 | BR Deutschland | – | Niederlande    | 18:5 (12:3)  |
| 14. Dez. 1973 | DDR            | – | Niederlande    | 15:9 (8:3)   |
| 14. Dez. 1973 | japan          | – | BR Deutschland | 13:10 (5:3)  |

### Finalrunde

#### Spiel um Platz 7
| Datum         | Team 1   |   | Team 2   | Resultat    |
| ------------- | -------- | - | -------- | ----------- |
| 15. Dez. 1973 | Dänemark | – | Norwegen | 12:10 (8:5) |

#### Spiel um Platz 5
| Datum         | Team 1 |   | Team 2           | Resultat    |
| ------------- | ------ | - | ---------------- | ----------- |
| 15. Dez. 1973 | Polen  | – | Tschechoslowakei | 15:13 (6:6) |

#### Spiel um Platz 3
| Datum         | Team 1      |   | Team 2 | Resultat     |
| ------------- | ----------- | - | ------ | ------------ |
| 15. Dez. 1973 | Sowjetunion | – | Ungarn | 20:12 (11:5) |

### Finale
Im Finale besiegte das Team aus Jugoslawien die Mannschaft von Rumänien vor 7.000 Zuschauern in Belgrad mit 16:11 (7:7).
| Datum         | Team 1      |   | Team 2   | Resultat    |
| ------------- | ----------- | - | -------- | ----------- |
| 15. Dez. 1973 | Jugoslawien | – | Rumänien | 16:11 (7:7) |

## Abschlussplatzierungen
| Rang   | Mannschaft       |
| ------ | ---------------- |
| Gold   | Jugoslawien      |
| Silber | Rumänien         |
| Bronze | Sowjetunion      |
| 04     | Ungarn           |
| 05     | Polen            |
| 06     | Tschechoslowakei |
| 07     | Dänemark         |
| 08     | Norwegen         |
|        |                  |
| 09     | DDR              |
| 10     | Japan            |
| 11     | BR Deutschland   |
| 12     | Niederlande      |